# Otarocyon cooki
Otarocyon cooki is een fossiele hondachtige uit de Borophaginae die bekend is van het Arikareean van South Dakota en Wyoming. Oorspronkelijk werd hij door Macdonald in 1963 beschreven als Cynodesmus cooki; een reden dat de soort lang in de obscuriteit bleef (Cynodesmus is in feite een lid van de Hesperocyoninae), naast het gefragmenteerde oorspronkelijke materiaal.
Otarocyon macdonaldi · Otarocyon cooki